# Rheinau (Baden)

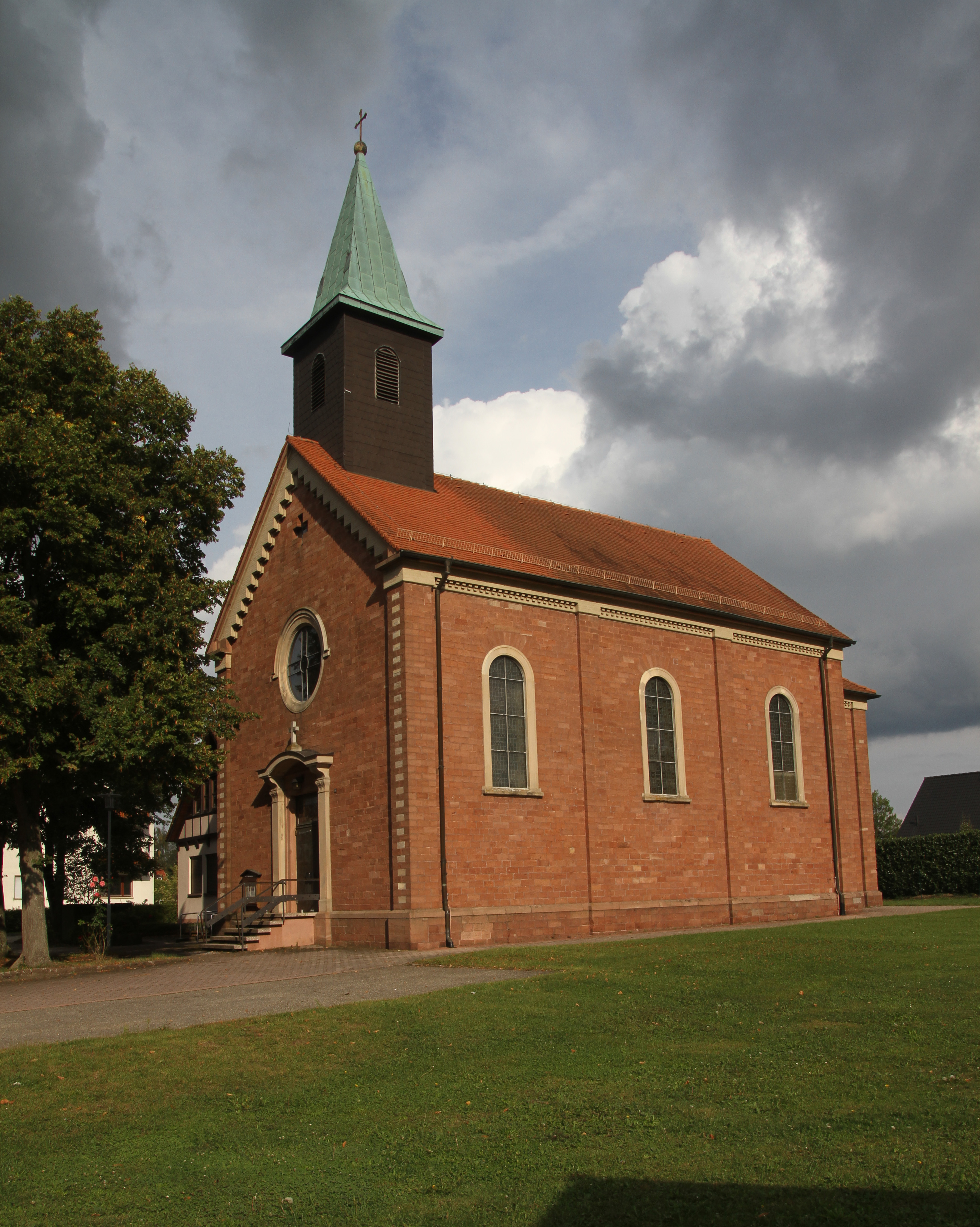
Rheinau-Rheinbischofsheim, San Juan Bautista

Rheinau (pronunciación en alemán: /ˈʁaɪ̯naʊ̯/ (escucharⓘ)) es una ciudad en el norte del distrito de Ortenau en el sur de Baden-Wurtemberg, Alemania. Está ubicada 15 km al norte de Kehl directamente en la orilla del Rin a una altitud de 130 m. Tiene unos 11.000 habitantes y fue creada en 1975 por la fusión de nueve aldeas: Freistett, Helmlingen, Memprechtshofen, Rheinbischofsheim, Hausgereut, Diersheim, Linx, Hohbühn, Holzhausen y Honau.